# Alfred Baxmann
Alfred Baxmann (* 6. Juni 1949) ist ein deutscher Politiker (SPD). Er war von 2004 bis 2019 hauptamtlicher Bürgermeister der niedersächsischen Stadt Burgdorf, die zur Region Hannover gehört.
Mitglied der SPD ist er seit 1969. Von 1972 bis 1979 war er Mitglied des Gemeinderates von Dachtmissen. Dachtmissen war eine selbstständige Gemeinde und wurde 1974 im Zuge der Gebietsreform nach Burgdorf eingemeindet. Von 1979 bis 1981 war Baxmann Abgeordneter im Kommunalverband Großraum Hannover, von 1981 bis 1986 Stadtratsmitglied in Burgdorf.
Im Jahr 1996 wurde Alfred Baxmann zum ehrenamtlichen Bürgermeister von Burgdorf gewählt. Seit 2004 ist der Bürgermeister hauptamtlich; die Wahl 2004 gewann Baxmann mit 54,5 Prozent der gültigen Stimmen. 2011 wurde er mit 59,8 Prozent der gültigen Stimmen bei einer Wahlbeteiligung von 54,3 Prozent in seinem Amt bestätigt. Zur Bürgermeisterwahl 2019 trat er nicht mehr an. Sein Nachfolger in Burgdorf wurde Armin Pollehn (CDU).
Alfred Baxmann ist verheiratet und hat zwei Kinder.